# الأميرة فيونا
الأميرة فيونا هي شخصية خيالية ظهرت في سلسلة أفلام شريك،قامت كاميرون دياز بصوت الشخصية في سلسلسة الأفلام.